# Antoine (métropolite de Moscou)
Pour les articles homonymes, voir Antoine.
Antoine (né en 1501, mort au début de 1581) fut métropolite de Moscou et de toute la Russie de 1572 à 1581.